# گریگوری پوتانین

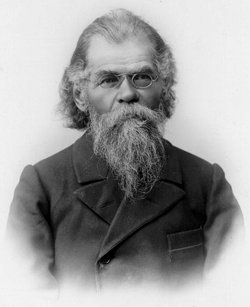
گریگوری نیکولایویچ پوتانین

گریگوری نیکولایویچ پوتانین (Grigory Nikolayevich Potanin) (یا Grigorij Potanin) (روسی: Григорий Николаевич Потанин) (زادهٔ ۴ اکتبر ۱۸۳۵–درگذشتهٔ ۶ ژوئن ۱۹۲۰)، قوم‌نگار و مورخ طبیعی اهل روسیه بود. او کاوشگر آسیای داخلی  و نخستین کسی بود که فهرست بیشتر گیاهان بومی این مناطق را ترتیب نمود. در رابطه با مسئله سرزمین مادری، پوتانین نویسنده و فعال سیاسی بود و خود را متعلق به جنبش جدایی‌طلبی سیبری می‌پنداشت.

## زندگی

### اوایل زندگی
پوتانین در یک مدرسه نظامی، پیج کورپس در شهر امسک که برای فرزندان خانواده‌های ثروتمند  دایر شده بود، آموزش دید.
پوتانین هنگامی که در دهه ۱۸۵۰ میلادی در یک فرقه کازاک در آلتای خدمت می‌کرد، برای اولین بار به سیبری سفر نمود. او برای آموزش در رشته ریاضی فیزیک، در ۱۸۵۸ میلادی به سن پترزبورگ برگشت اما در ۱۸۶۱ میلادی برای شرکت در تظاهرات دانشجویان دستگیر شده و از دانشگاه سن پیترزبورگ اخراج شد. وی پس از سپری نمودن سه ماه در قلعه پیتر و پل، دوباره به سیبری بازگشت.
پس از آزادی از زندان، او در همراهی با نیکولای ام. یادرینتسف به سیبری سفر کرده و در آنجا به عنوان ناشر شروع به کار کرد. بنا بر حمایت وی از منطقه‌گرایی و حقوق مردمان سیبری، او به اتهام حمایت از جدایی‌طلبی سیبری در ۱۸۶۷ میلادی دستگیر گردید. پوتانین مجرم شناخته شده و به سه سال زندان و ۱۵ سال کار شاقه محکوم شد. مدت محکومیت کار شاقه وی به پنج سال تقلیل داده شده و در جریان این پنج سال، او کتابی در مورد تاریخ سیبری نوشت.
پوتانین در ۱۸۷۶ میلادی سفری اکتشافی را به مغولستان هدایت کرد. این سفر اکتشافی زمستان ۱۸۷۶–۱۸۷۷ را با تدارکات ناچیز و زمستان سخت در خاود سپری کرد. هنگام حضور در خاود، سفر اکتشافی انواع متنوع نمونه‌های زیست‌شناختی جمع‌آوری نموده و پژوهشی در مورد قوم‌نگاری آن منطقه انجام داد. هنگام ترک این شهر در میانه مارس ۱۸۷۷، سفر اکتشافی به دو گروه تقسیم شد. برخی اعضای گروه به هان-چای رفته و پوتانین و برخی دیگر عازم قومول و اولیاستی شد.

### سفر اکتشافی ۱۸۸۴ – ۱۸۸۶
پوتانین همراه با آگستس اونوویچ سکاسی، از ۱۸۸۴ تا ۱۸۸۶ میلادی در مناطق شمالی چین سفر کرد. سفر اکتشافی وی در ۱۳ می ۱۸۸۴ پکن را ترک کرد. او در نخست از فراز کوه‌های ووتای عبور نموده و به هوهوت رسید. سفر اکتشافی در امتداد رود زرد سفر نموده و به بیابان اردوس رسید. پس از آن، آنها به خرابه‌های بوروبالگاسون سفر نموده و از آنجا به لانژو رفتند. او با گروهی از مردم ترک به‌نام قوم سالار روبرو شده و پوتانین اطلاعاتی را در مورد زبان آنها یادداشت کرد. پس از آن او مدت زمانی را برای ثبت رسوم مغول‌های آمدوس سپری کرد. از آنجا گروه اکتشافی به شهر شینینگ سفر نموده و با حاکم آن ملاقات نمود، کسی که به آنجا اجازه سفر به مناطق شرقی تبت را داد. آنها شهر شینینگ را ترک نموده و به شهرستان مین-چاو رفتند، از بلندی‌های فلات تبت عبور نموده و معلومات به‌دست آمده در مورد سبزیجات بومی آنجا را ثبت نمودند. قبل از اینکه سفر اکتشافی به مین-چاو برسد، از مناطق گوئی-دوئی، رونان، لابرانگ و جسی دیدار نمود. تدارکات سفر اکتشافی در شهرستان سونگپان تمام شد و آنها دوباره به لانژو برگشتند و در مسیر راه در مناطق لونگ-آن-فو، ون-هسین، تسی-چائو، هونگ-چانگ-فو و دی-دائو توقف داشتند. آنها قبل از اینکه به روسیه بازگردند، زمستان ۱۸۸۵ میلادی را در خانقاه کومبوم سپری نمودند.
هنگامی که در آنجا بود، او به نخستین خارجی مبدل شد که از زبان‌های یوغوری شرقی و یوغوری غربی گزارش داده و واژه‌نامه این زبان‌ها را ترتیب داد که در همکاری با واسیلی رادولف در کتاب وی در مورد این سفر اکتشافی تحت عنوان سرزمین مرزی تانگوت‌ها و تبتی‌ها ی چین و مغولستان مرکزی، در ۱۸۹۳ میلادی به چاپ رسید. این کتاب همچنین حاوی یک واژه‌نامه زبان سالاری است.

### اواخر زندگی
در ۱۸۸۹ میلادی، پوتانین گروهی را رهبری کرد که نخستین دانشگاه دولتی تومسک را در شهر تمسک در آسیای روسی تأسیس نمودند.
پوتانین در ۱۹۰۵ میلادی به اتهام حمایت از انقلاب ۱۹۰۵ دستگیر شد.
پوتانین نور پیشوای جنبش جدایی‌طلبی سبری بود که هدف آن تا ایجاد یک حکومت منطقه‌ای تا اندازه مستقل برای سیبری بود، اما این جنبش هیچ سازمان منطقه‌ای یا حزب مشخص نداشت و تنها به گروه کوچکی از دانشمندان در دانشگاه تومسک محدود می‌شد. در همین مکان بود که آنها یک کنفرانس منطقه‌ای در اوت ۱۹۱۷ و یک کنگره برگزار نمودند تا قانون اساسی سیبری مستقل را بسازند. توماسک از جانب نمایندگان مراکز بزرگ سیبری در ۸ دسامبر ۱۹۱۸ به عنوان رئیس شورای موقتی سیبری در تومسک انتخاب شد. اما، این مجلس به‌طور گسترده تحت کنترل ایزری (انقلابیون سوسیالیست، SRs) بود و پوتانین نمی‌خواست تا فقط به‌طور نمادین از وی استفاده گردید، از اینرو او به رسم اعتراض در ۱۲ ژانویه ۱۹۱۸ هنگام گردهمایی نخستین سیبودوما (Siboduma) از سمت خود کنار رفت. متعاقب آن او ایده آزادی سیبری را رها نموده و طرفدار یک حکومت مرکزی قوی شد تا بتواند نظم را بازگردانده و بلشویک‌ها را شکست دهد. اعضای سیبودوما در شب ۲۵–۲۶ ژانویه سال ۱۹۱۸ توسط گارد سرخ محلی روسیه پراکنده شده یا دستگیر گردیدند. پوتانین در ژوئن ۱۹۲۰ در تومسک دستگیر شد.

### بزرگ‌داشت
خیابان پوتانین اسکایا در نووسیبیرسک، روسیه پس از وی نام‌گذاری شده‌است.
گونه‌ای از سقنقور چینی، سینسیلا پوتانینی، به افتخار وی نام نهاده شده‌است.
ماهی جیمنوسایپریس پوتانینی هرزینستاین در ۱۸۹۱ میلادی پس از وی نام‌گذاری شد.
در ۱۸۸۲ میلادی، گیاه‌شناس کارل ماکسیموویچ گونه‌ای از گیاه گل‌دار از مغلستان که مربوط به خانواده گل‌سرخیان است را به‌نام پوتانینیا منتشر نمود که پس به افتخار وی نام‌گذاری شده‌است.
در ۱۸۸۹ میلادی، گیاه‌شناس کارل ماکسیموویچ همچنین درخت چینی سماق را با نام رهوس پوتانینی منتشر نمود که در خزان همانند یک پارچه سرخ می‌درخشد و به افتخار وی نام‌گذاری شده‌است.
سیارک ۹۹۱۵ پوتانین که در ۱۹۷۷ میلادی کشف گردید، نیز پس از وی نام‌گذاری شده‌است.
هنگام مراجعه به یک نام گیاهی، کوته‌نوشت نویسنده، پوتانین (Potanin) نشان‌دهنده این فرد به عنوان نویسنده است.